# Strafvollzugsanstalt Leipzig
Die Strafvollzugsanstalt Leipzig war ein Gefängnis in der Südvorstadt von Leipzig. Es war mit dem von 1902 bis 1906 erbauten Königlich Sächsischen Landgericht Leipzig in der Bernhard-Göring-Straße (früher Elisenstraße) entstanden, das während der Zeit der DDR als Bürogebäude des Bau- und Montagekombinats genutzt wurde und seit 1999 als Amtsgericht Leipzig dient. Der als Untersuchungsgefängnis erbaute Zellentrakt befand sich im Hofgelände und hatte seinen Zugang in der Alfred-Kästner-Straße 47. Er diente auch während der DDR-Zeit als Strafvollzugsanstalt. Es konnten etwa 500 Häftlinge untergebracht werden.
Seit 2001 befindet sich die Justizvollzugsanstalt Leipzig mit Krankenhaus in dem durch Neubauten erweiterten ehemaligen Haftkrankenhaus im Stadtteil Meusdorf. Der Zellentrakt in der Alfred-Kästner-Straße wurde abgerissen.

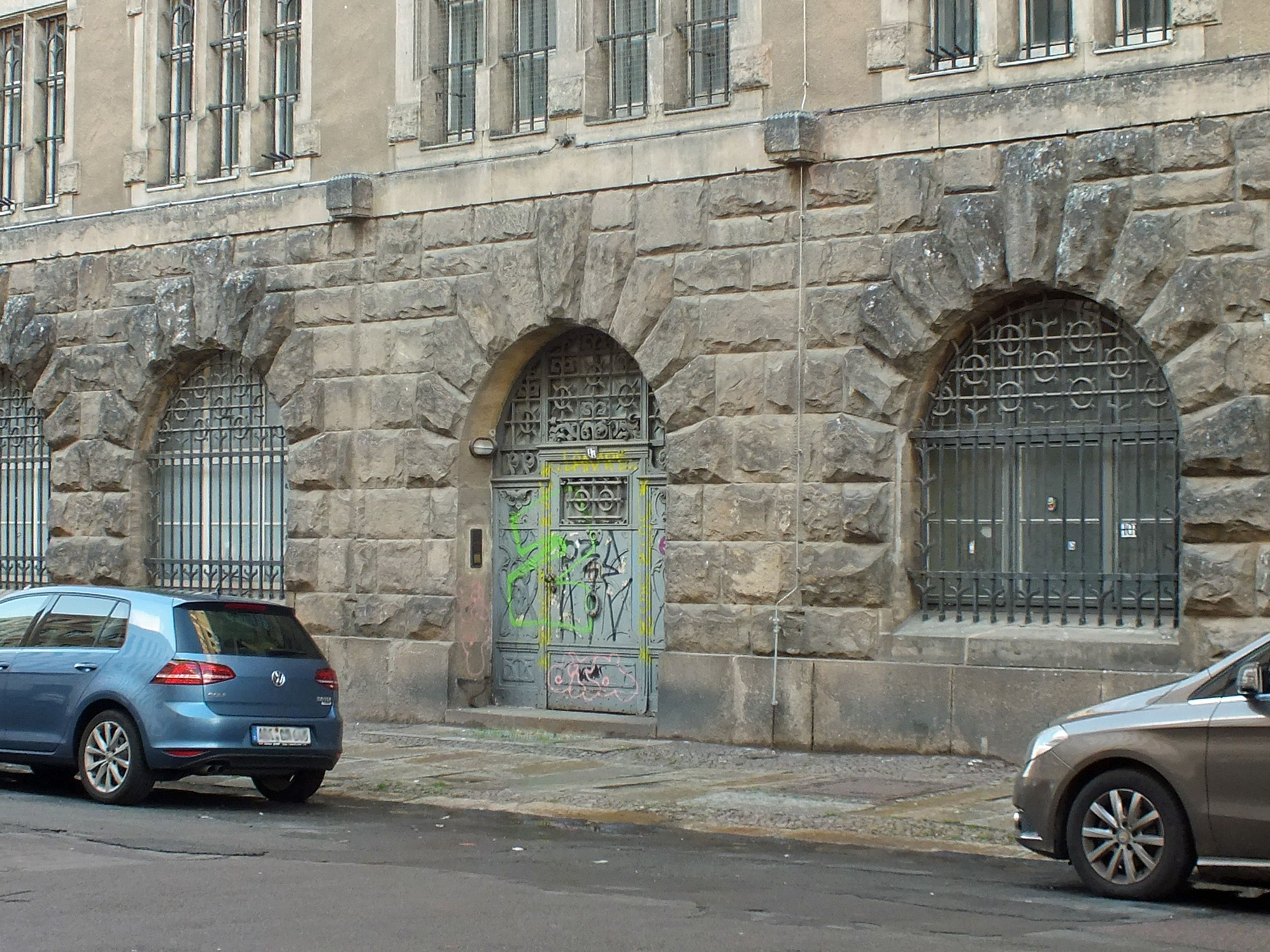
Eingang zur ehemaligen Strafvollzugsanstalt
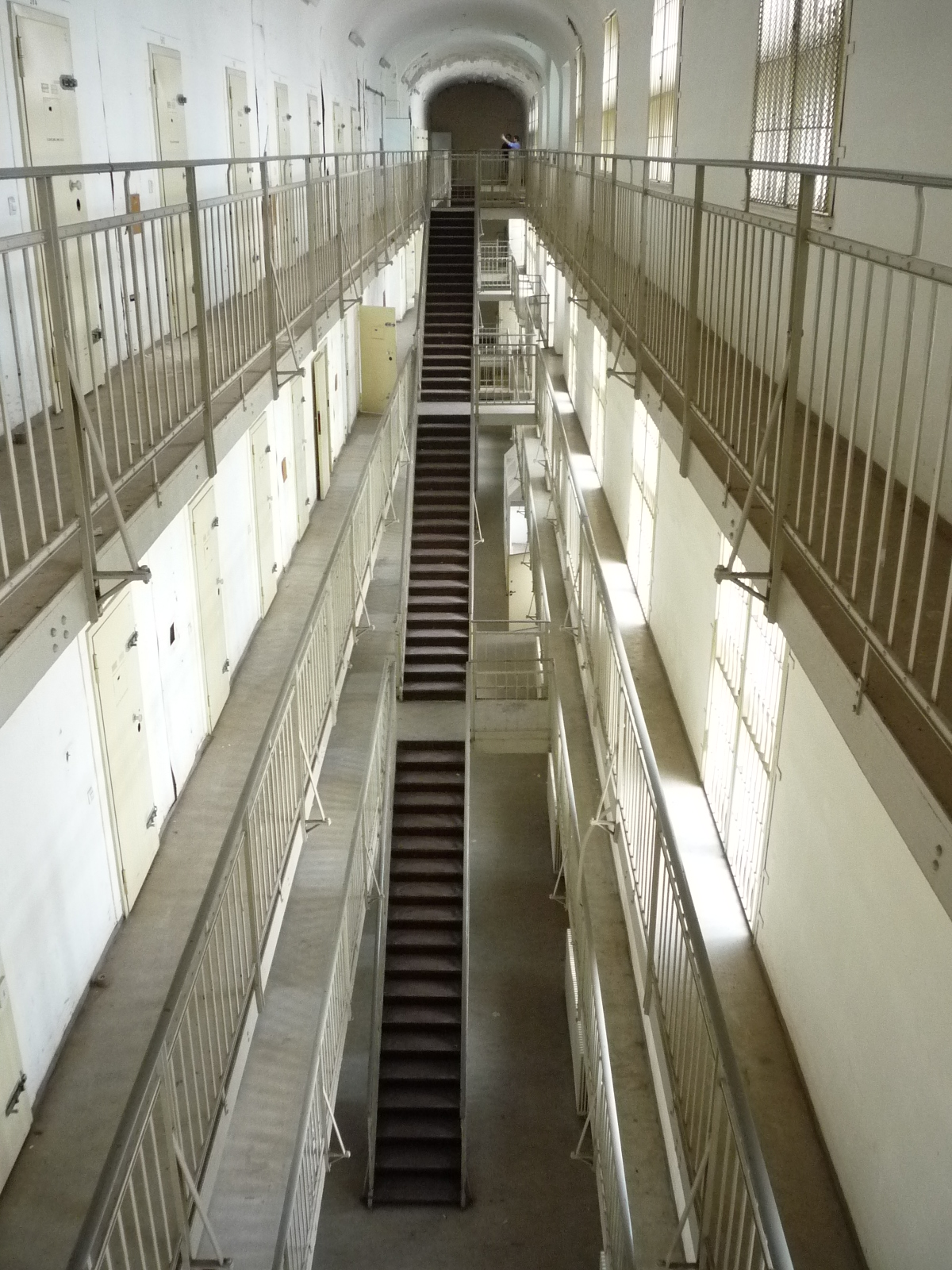
Inzwischen abgerissener Zellentrakt
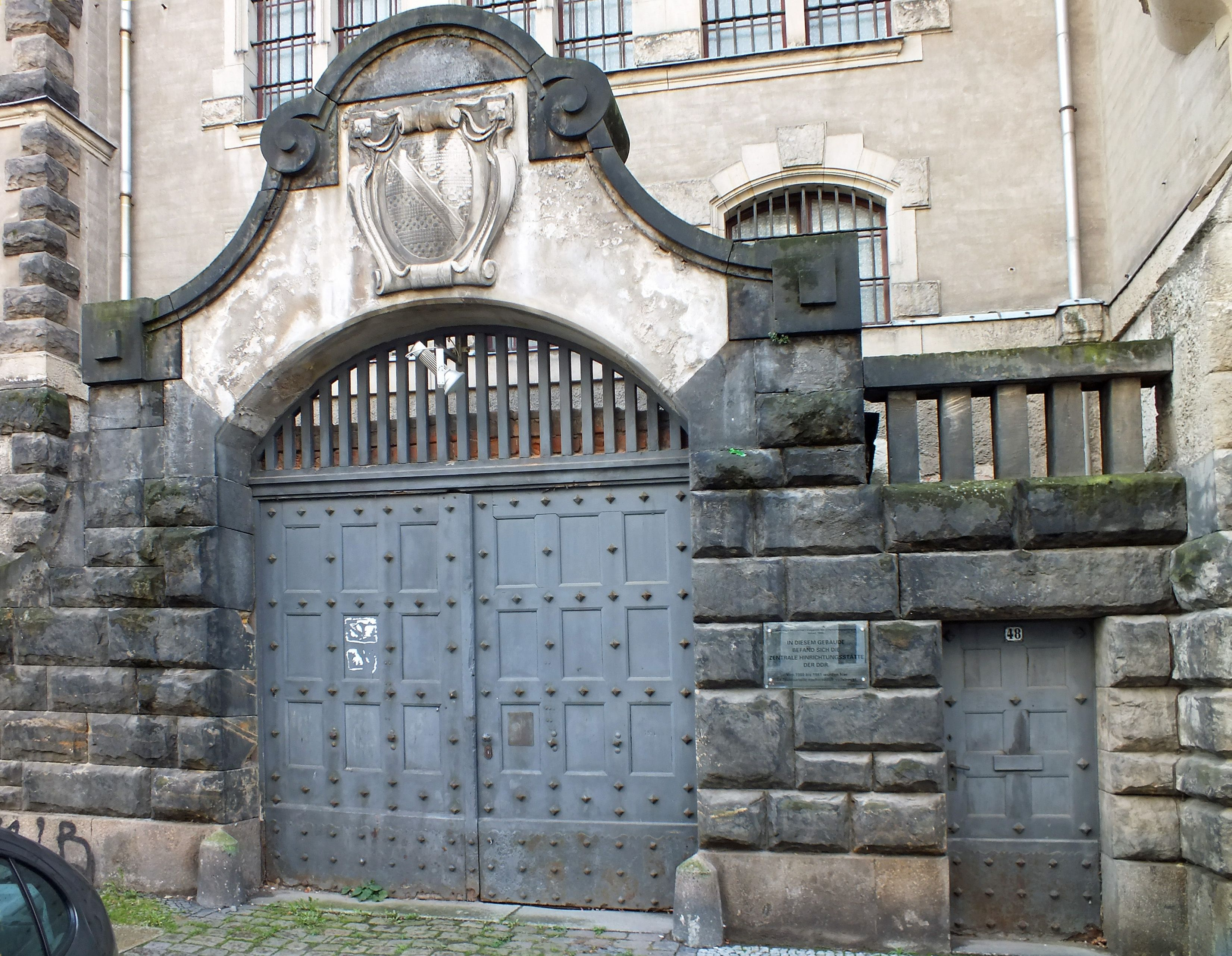
Eingang zur zentralen Hinrichtungsstätte

Neben der Strafvollzugsanstalt in der Alfred-Kästner-Straße befand sich auf dem Gelände des Amtsgerichts Leipzig seit 1960 die zentrale Hinrichtungsstätte der DDR. Sie war räumlich von der Vollzugsanstalt getrennt und hatte einen getarnten Zugang in der Arndtstraße 48. Ihre Existenz wurde geheim gehalten. Bis 1981 wurden hier mindestens 64 Menschen durch das Fallbeil oder Genickschuss hingerichtet. Die Räume sind als Gedenkstätte erhalten und sollen regelmäßig für Interessenten zugänglich gemacht werden.